# Pleurostromella ulmicola
Pleurostromella ulmicola är en svampart som beskrevs av Petr. 1922. Pleurostromella ulmicola ingår i släktet Pleurostromella, klassen Dothideomycetes, divisionen sporsäcksvampar och riket svampar.   Inga underarter finns listade i Catalogue of Life.